# Бреси-Бриер
Бреси́-Брие́р (фр. Brécy-Brières) — коммуна во Франции, находится в регионе Шампань — Арденны. Департамент коммуны — Арденны. Входит в состав кантона Монтуа. Округ коммуны — Вузье.
Код INSEE коммуны — 08082.
Коммуна расположена приблизительно в 185 км к востоку от Парижа, в 55 км северо-восточнее Шалон-ан-Шампани, в 50 км к югу от Шарлевиль-Мезьера.

## Население
Население коммуны на 2008 год составляло 91 человек.
| 1962 | 1968 | 1975 | 1982 | 1990 | 1999 | 2008 |
| ---- | ---- | ---- | ---- | ---- | ---- | ---- |
| 72   | 109  | 93   | 84   | 73   | 84   | 91   |

## Экономика
В 2007 году среди 47 человек в трудоспособном возрасте (15—64 лет) 30 были экономически активными, 17 — неактивными (показатель активности — 63,8 %, в 1999 году было 61,5 %). Из 30 активных работали 26 человек (13 мужчин и 13 женщин), безработных было 4 (3 мужчин и 1 женщина). Среди 17 неактивных 6 человек были учениками или студентами, 7 — пенсионерами, 4 были неактивными по другим причинам.

## Достопримечательности
- Церковь Сен-Реми (Бреси), восстановлена после Первой мировой войны
- Церковь Сен-Мартен[фр.] (XVI век). Исторический памятник с 1928 года.[3]

## Фотогалерея

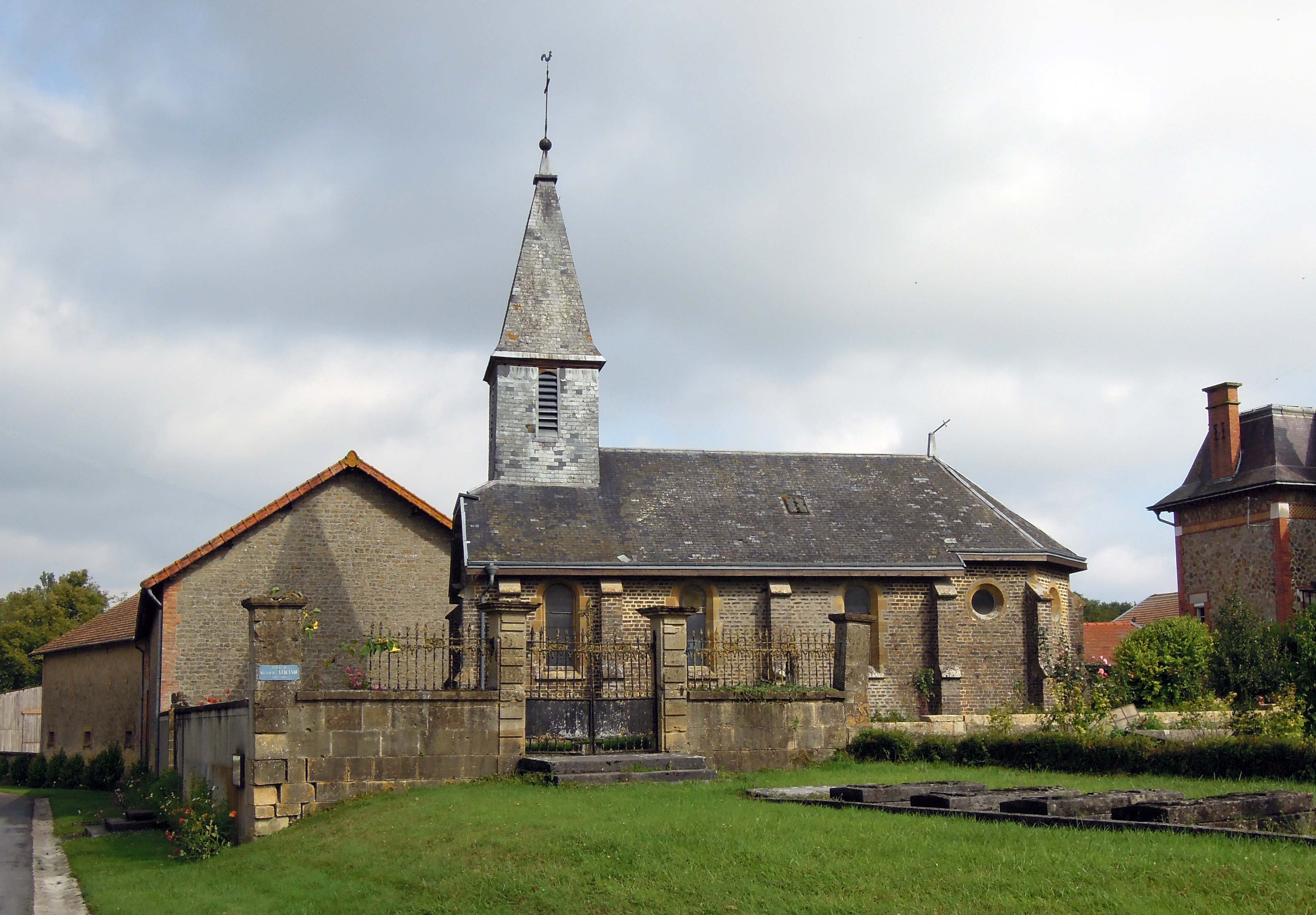
Церковь Сен-Мартен
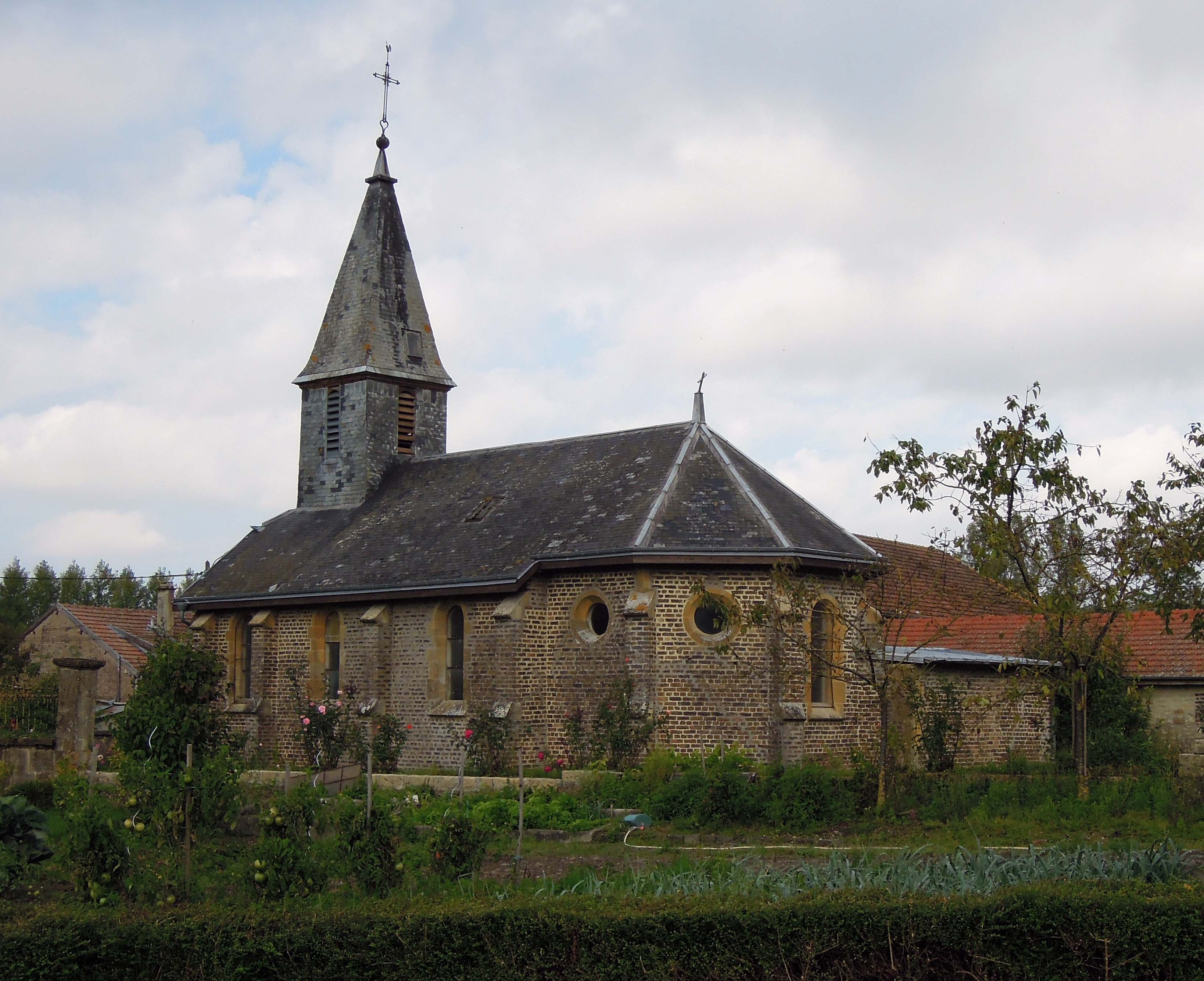
Церковь Сен-Мартен
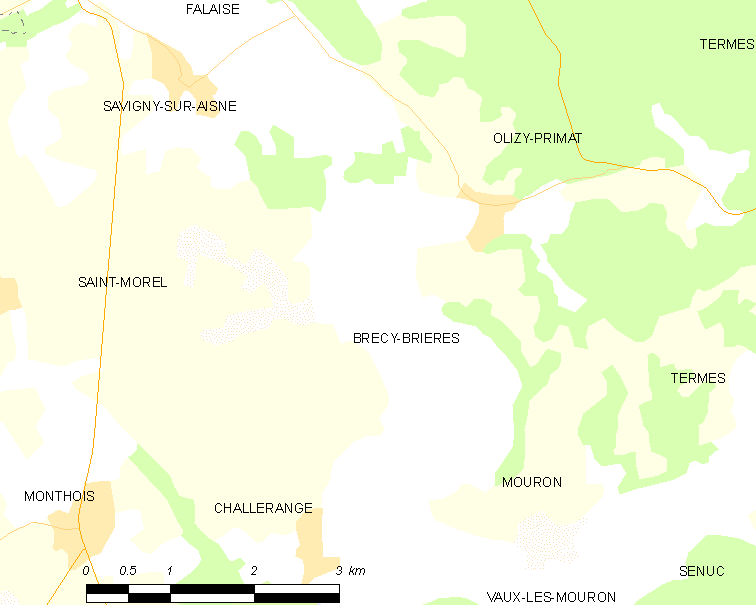
Карта коммуны